# Mor Karbasi
Mor Karbasi (in ebraico מור קרבסי‎?; Gerusalemme, 23 aprile 1986) è una cantautrice israeliana.
La maggior parte della sua produzione musicale è in lingua giudeo-spagnola.

## Biografia

### Origini
Mor Karbasi è nata nel 1986 a Gerusalemme da una famiglia di origini marocchine da parte materna e iraniane da quella paterna.

## Carriera
Mor Karbasi si è esibita in vari tour in Europa e negli Stati Uniti, nonché in varie apparizioni in radio ed in televisione. In occasione dell'uscita del suo primo album, The Beauty and the Sea, una recensione nel quotidiano The Guardian la definì come "una delle più grandi giovani dive della scena musicale globale".

## Discografia
- The Beauty and the Sea (2008)
- Daughter of the Spring (2011)
- La Tsadika (2013)
- Ojos De Novia (2016)